# Lewis Gilbert
Lewis Gilbert (* 6. März 1920 in London; † 23. Februar 2018 in Monaco) war ein britischer Filmregisseur, -produzent und Drehbuchautor.

## Leben und Werk
Lewis Gilbert begann während seiner Zeit bei der Royal Air Force Dokumentarfilme zu drehen. Dies führte ihn nach dem Krieg zum Spielfilm, wo er sowohl als Regisseur und Produzent erfolgreich tätig war. Einige seiner Filme beinhalten das Thema Zweiter Weltkrieg.
1966 führte Gilbert Regie bei dem Film Der Verführer läßt schön grüßen mit Michael Caine. Der Film wurde für fünf Oscars nominiert, wovon eine Nominierung für den Besten Film vergeben wurde. Gilbert wurde ebenfalls für den besten Regisseur zu einem Golden Globe nominiert und erhielt den Sonderpreis der Jury beim Filmfestival Cannes 1966. Im Jahre 2004 wurde ein Remake des Films mit Jude Law gedreht.
Nach einer Pause wurde Gilbert von Harry Saltzman und Albert R. Broccoli gebeten, die Regie für den James-Bond-Film Man lebt nur zweimal zu übernehmen. Gilbert kehrte später zu dieser Film-Serie zurück und drehte noch Der Spion, der mich liebte (1977) und Moonraker (1979).
In den 1980er Jahren drehte Gilbert kleinere Filmproduktionen, darunter auch Verfilmungen von Stücken von Willy Russell.

## Filmografie (Auswahl)
- 1948: Die kleine Ballerina (Little Ballerina)
- 1951: Nur fünf Tage Zeit (Emergency Call)
- 1953: Jonnys neue Heimat (Jonny On The Run)
- 1954: Vier bleiben auf der Strecke (The Good Die Young)
- 1955: Dämon der Frauen (Cast a Dark Shadow)
- 1956: Allen Gewalten zum Trotz (Reach for the Sky)
- 1957: Zustände wie im Paradies (The Admirable Crichton)
- 1959: Fähre nach Hongkong (Ferry to Hongkong)
- 1960: Es geschah in diesem Sommer (The Greengage Summer)
- 1960: Die letzte Fahrt der Bismarck (Sink the Bismarck)
- 1962: Rebellion (H.M.S. Defiant)
- 1964: Beim siebten Morgengrauen (The 7th Dawn)
- 1966: Der Verführer läßt schön grüßen (Alfie)
- 1966: James Bond 007 – Man lebt nur zweimal (You Only Live Twice)
- 1969: Playboys und Abenteurer (The Adventurers)
- 1970: Friends – Eine Liebesgeschichte (Friends)
- 1974: Paul und Michelle (Paul and Michelle)
- 1974: Das Sonderkommando (Operation Daybreak)
- 1976: Königliche Hoheit in Japan (Seven Nights in Japan)
- 1977: James Bond 007 – Der Spion, der mich liebte (The Spy Who Loved Me)
- 1979: James Bond 007 – Moonraker – Streng geheim (Moonraker)
- 1983: Rita will es endlich wissen (Educating Rita)
- 1988: Shirley Valentine – Auf Wiedersehen, mein lieber Mann (Shirley Valentine)
- 1991: Stepping Out (Stepping Out)
- 1995: Haunted – Haus der Geister (Haunted)

## Auszeichnungen
- 1967: Oscar-Nominierung in der Kategorie Bester Film bei der Verleihung 1967 für Der Verführer läßt schön grüßen